# 比特恰
比特恰是斯洛伐克的城鎮，位於該國西北部日利納州畔，由日利納州負責管轄，面積43.17平方公里，海拔高度308米，2006年人口11,595，其中九成居民信奉羅馬天主教。

## 友好城市
- 捷克卡羅林卡
- 波蘭奧波奇諾

## 著名人物
- 約瑟夫·蒂索，纳粹斯洛伐克总统。

## 外部連結
- Official municipal website （页面存档备份，存于）